# Straßenangerdorf

Die Dorfstraße (heute Alt-Tempelhof) im Jahre 1834;
Karte gesüdet

Ein Straßenangerdorf ist eine Sonderform des Straßendorfes. Im Gegensatz zu einem Angerdorf ist hier der Anger im Wesentlichen eine langgestreckte Grünfläche in der Straßenmitte des Dorfes, mit parallelen Seiten. Der Grünstreifen ist so schmal, dass er ohne die für Angerdörfer typische Bebauung mit Dorfkirche und Dorfschmiede bleiben musste. Manchmal finden sich kleine Teiche, die aber kleiner sind als der häufig auftretende Dorfteich auf einem Dorfanger. Der Straßenverkehr läuft an beiden Seiten des Grünstreifens. Ein gut nachvollziehbares Beispiel findet sich in Alt-Tempelhof, wo noch heute der grüne Mittelstreifen erkennbar ist.
Ein klassisches Straßendorf kennt solchen grünen Mittelstreifen nicht. Daher ist dort die Dorfstraße auch nicht so breit.
Zu finden ist diese Dorfform in Sachsen, Brandenburg, Pommern, Siebenbürgen und Ostpreußen.
In Sachsen gelten Straßenangerdörfer als typische Siedlungsform der „deutschen Ostsiedlung“, des Siedlungsausbaus durch eingewanderte deutschsprachige Neusiedler in ehemals slawische Territorien im Hochmittelalter, in Sachsen gegen Ende des 12. Jahrhunderts. Sie wurden vor allem in der Ebene gegründet. Nach dem Atlas zur Geschichte und Landeskunde von Sachsen gehören in Westsachsen ungefähr 10 Prozent der historischen Dörfer diesem Typ an. Als Untertypen werden unterschieden: Linsenangerdörfer, deren Straße sich innerhalb der Siedlung gabelt und am Ende der Siedlung wieder zusammengeführt wird, es entsteht ein (ursprünglich unbebauter) Anger mit Linsenform; Breitstraßendörfer als Übergangsform zum Straßendorf: Hier gehen von nur einer durchgehenden Straße jeweils Stichwege ab, die zu den Einzelgehöften führen. Straßenbegleitend sind Vorgärten und andere Freiflächen der Bebauung vorgelagert.